# 考爾岑街猶太會堂

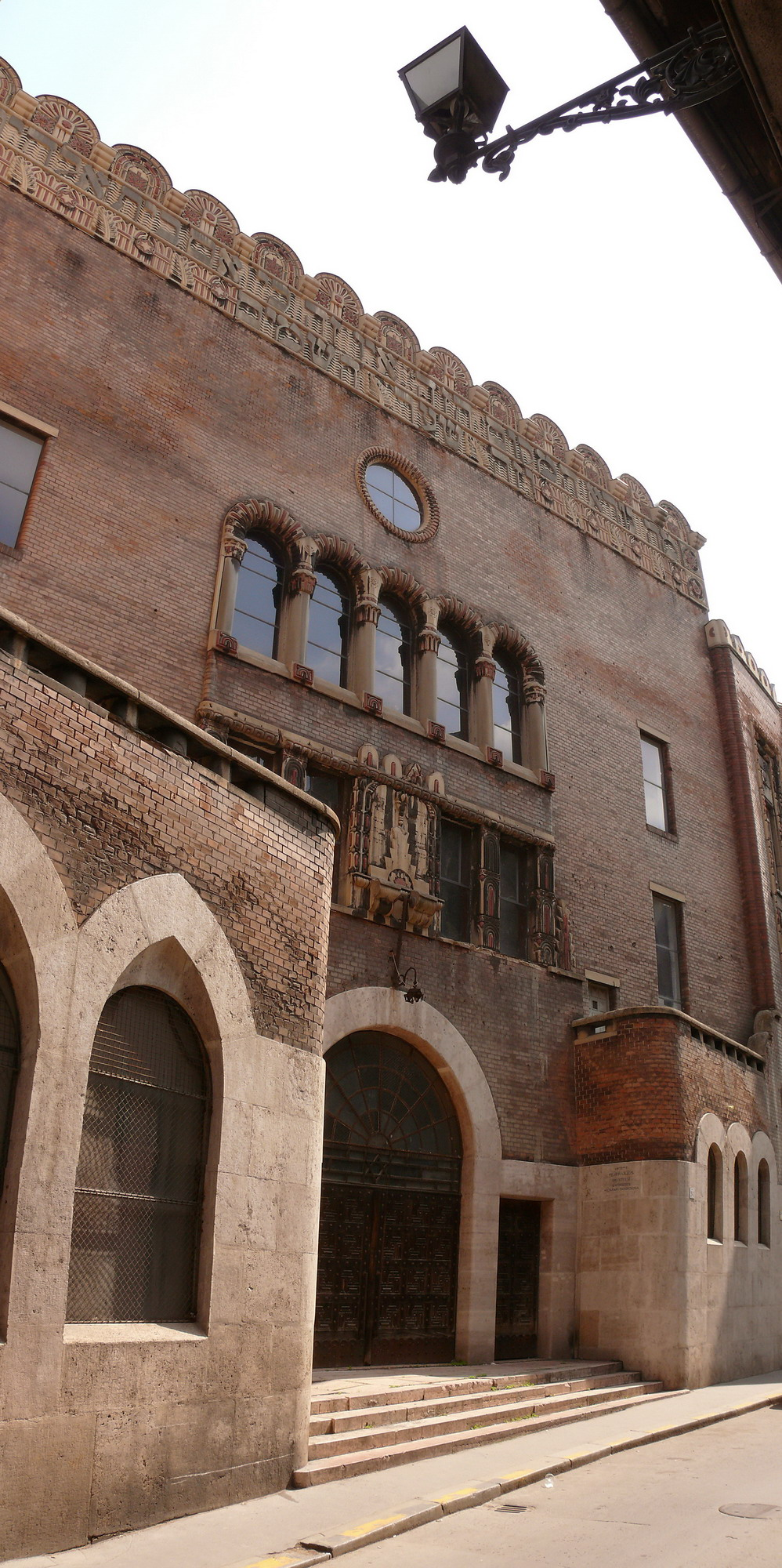

考爾岑街猶太會堂（Kazinczy Street Synagogue）是匈牙利首都布達佩斯的一座猶太會堂，位於布達佩斯第五區，外觀是新藝術運動風格。這座猶太會堂修建於1912年至1913年，是匈牙利在一戰之前的猶太會堂建築代表作之一。